# 33443 Schambeau
33443 Schambeau è un asteroide della fascia principale. Scoperto nel 1999, presenta un'orbita caratterizzata da un semiasse maggiore pari a 2,667289 UA e da un'eccentricità di 0,192509, inclinata di 3,238861° rispetto all'eclittica. Ha un diametro di 5,838 km.